# Arrampicata sportiva ai Giochi della XXXIII Olimpiade
Le competizioni di arrampicata sportiva ai Giochi della XXXIII Olimpiade si sono svolte dal 5 al 10 agosto 2024 presso il sito d'arrampicata di Bourget, nel comune di Le Bourget.

## Calendario
| Data           | Orario (UTC+2) | Evento                                           |
| -------------- | -------------- | ------------------------------------------------ |
| 5 agosto 2024  | 10:00          | Semifinali maschili Boulder e Lead - Bouldering  |
| 5 agosto 2024  | 13:00          | Qualificazioni teste di serie Speed femminile    |
| 5 agosto 2024  | 13:35          | Batterie eliminatorie Speed femminile            |
| 6 agosto 2024  | 10:00          | Semifinali femminili Boulder e Lead - Bouldering |
| 6 agosto 2024  | 13:00          | Qualificazioni teste di serie Speed maschile     |
| 6 agosto 2024  | 13:35          | Batterie eliminatorie Speed maschile             |
| 7 agosto 2024  | 10:00          | Semifinali maschili Boulder e Lead - Lead        |
| 7 agosto 2024  | 12:35          | Quarti di finale Speed femminile                 |
| 7 agosto 2024  | 12:45          | Semifinali Speed femminile                       |
| 7 agosto 2024  | 12:54          | Finali Speed femminile                           |
| 8 agosto 2024  | 12:00          | Semifinali femminili Boulder e Lead - Lead       |
| 8 agosto 2024  | 12:35          | Quarti di finale Speed maschile                  |
| 8 agosto 2024  | 12:45          | Semifinali Speed maschile                        |
| 8 agosto 2024  | 12:54          | Finali Speed maschile                            |
| 9 agosto 2024  | 10:15          | Finale maschile Boulder e Lead - Boulder         |
| 9 agosto 2024  | 12:35          | Finale maschile Boulder e Lead - Lead            |
| 10 agosto 2024 | 10:15          | Finale femminile Boulder e Lead - Boulder        |
| 10 agosto 2024 | 12:35          | Finale femminile Boulder e Lead - Lead           |

## Podi
| Evento                    | Oro                 | Perform. | Argento         | Perform. | Bronzo             | Perform. |
| Speed                     |                     |          |                 |          |                    |          |
| Gara maschile (dettagli)  | Veddriq Leonardo    | 4"75     | Wu Peng         | 4"77     | Sam Watson         | 4"74     |
| Gara femminile (dettagli) | Aleksandra Mirosław | 6"10     | Deng Lijuan     | 6"18     | Aleksandra Kałucka | 6"53     |
| Boulder e Lead            |                     |          |                 |          |                    |          |
| Gara maschile (dettagli)  | Toby Roberts        | 155,2    | Sorato Anraku   | 145,4    | Jakob Schubert     | 139,6    |
| Gara femminile (dettagli) | Janja Garnbret      | 168,5    | Brooke Raboutou | 156,0    | Jessica Pilz       | 147,4    |

## Medagliere
| Pos.   | Paese         | Oro | Argento | Bronzo | Totale |
| ------ | ------------- | --- | ------- | ------ | ------ |
| 1      | Polonia       | 1   | 0       | 1      | 2      |
| 2      | Gran Bretagna | 1   | 0       | 0      | 1      |
| 2      | Indonesia     | 1   | 0       | 0      | 1      |
| 2      | Slovenia      | 1   | 0       | 0      | 1      |
| 5      | Cina          | 0   | 2       | 0      | 2      |
| 6      | Stati Uniti   | 0   | 1       | 1      | 2      |
| 7      | Giappone      | 0   | 1       | 0      | 1      |
| 8      | Austria       | 0   | 0       | 2      | 2      |
| Totale | Totale        | 4   | 4       | 4      | 12     |